# Aymen Souda
Aymen Souda (sinh 28 tháng 2 năm 1993 ở Nice) là một cầu thủ bóng đá Tunisia gốc Pháp thi đấu ở vị trí tiền đạo cho câu lạc bộ Bulgaria Pirin Blagoevgrad.